# Nuria Mallada
Nuria Mallada Marco (Zaragoza, Aragón, España, 2 de noviembre de 1991) es una futbolista y pescadora deportiva profesional española. Como futbolista se desempeña en la posición de delantera y su actual equipo es la Sociedad Deportiva Huesca de la Primera Nacional Femenina de España.

## Trayectoria
Natural de la localidad oscense de El Temple, es la jugadora con más partidos disputó con el Zaragoza Club de Fútbol Femenino, con casi 300 partidos y más de 60 goles.
En noviembre de 2019 se incorpora al equipo femenino de la Sociedad Deportiva Huesca, que competiría en la categoría de Primera Nacional Femenina de España.
Además, es pescadora deportiva profesional, disciplina de la cual es campeona del mundo, en la disciplina por equipo de agua dulce en el mundial femenino de pesca de 2017, celebrado en Szolnok, Hungría.

## Clubes
| Club         | País   | Año           |
| ------------ | ------ | ------------- |
| Zaragoza CFF | España | 2009-2019     |
| S. D. Huesca | España | 2019-Presente |